# شركة أبناء عبد الله عبد المحسن الخضري
شركة أبناء عبد الله عبد المحسن الخضري هي شركة مساهمة سعودية تأسست عام 1385هـ علي يد عبد الله عبد المحسن الخضري كمؤسسة فردية في عرعر بمنطقة الحدود الشمالية بالمملكة العربية السعودية تحت اسم مؤسسة عبد الله عبد المحسن الخضري للقيام بأعمال المقاولات العامة. ومن ثم تم فتح فرع المؤسسة بالدمام بالمنطقة الشرقية . وبعد ذلك تم نقل المركز الرئيسى إلى الدمام . وقد تم تحويل الشركة إلى شركة مساهمة عام 2009 م.

## إلغاء الإدراج
في 29-03-1443هـ الموافق 04-11-2021 م، إعلنت هيئة السوق الـمالية إلغاء إدراج أسهم شركة أبناء عبد الله عبد المحسن الخضري، ذات الرمز (1330) وذلك بنهاية عمل يوم الخميس 1443/03/29هـ الموافق 2021/11/04 م، لتنهي بذلك سنوات من التعثر الذي تعرضت له الشركة التي كان مصيرها التصفية بعد الخسائر التي منيت بها.